# Aspilota discoidea
Aspilota discoidea är en stekelart som beskrevs av Fischer 1976. Aspilota discoidea ingår i släktet Aspilota och familjen bracksteklar. Inga underarter finns listade.